# Santiago Cabrera
Santiago Cabrera, född 5 maj 1978 i Caracas, Venezuela, är en chilensk skådespelare, uppväxt i London.

## Bakgrund
Santiago föddes som mellanbarnet av en chilensk diplomat och hemmafru i Caracas, Venezuela. Cabrera bodde i Toronto, London, Madrid och Rumänien innan hans familj slutligen återvände till Chile då han var femton år gammal. Som kapten i sitt fotbollslag under högstadiet fokuserade Cabrera också på friidrott innan han bytte inriktning och satsade på skådespeleri då hans högstadielärare i drama försökte få honom prova på skådespeleriet. Under sina tre år vid Drama Centre i Cabrera medverkade han i uppsättningar som "The Madras House", "A Month in the Country", "Napoli Milionaria", "Britannicus", "The Duth Courtesan", "The Strangeness of Others", "A Field", "Three Birds Alighting On". Han spelade också huvudkaraktären i "The Last Days of Don Juan".

## Skådespelare
Under sina sista år vid centret gjorde han sin televisiondebut med små roller i de brittiska serierna "Battles of Britain", "Judge John Deed", "Spooks" och "As If". Hans första roll efter att ha tagit studenten vid dramaskolan var Montano i Shakespears "Othello", vid Northampton Theatre Royal. Han medverkade också i filmen Love and Other Disasters från 2006.
Han har medverkat i amerikansk television i miniserien Empire (där han spelar Octavius, Julis Caesars tonårsbrorson, som Caesar utnämnde till sin efterföljare innan sin död). Främst känd är han för rollen som Isaac Mendez i den populära tv-serien Heroes.
Cabrera talar flytande spanska, engelska, franska och italienska och är duktig i tennis, ishockey och dykning. Den 20 januari 2007 i NBCs tv-program "Vivo Mun2" diskuterade Cabrera sin halvprofessionella fotbollskarriär i London innan han slutligen bestämde sig för skådespeleriet. Han berättade också att hans favoritfotbollslag är Universidad Católica i Santiago. 

## Filmografi
- 2003 – Spooks (Camilo Henriquez)
- 2003 – Judge John Deed (Carlos Fedor)
- 2004 – Haven (Paraíso de Violencia)
- 2004 – ToCA Race Driver 2 (Cesar Maques)
- 2005 – Empire (Octavius)
- 2005 – The Taming of the Shrew
- 2006 – Love and Other Disasters (Paolo Sarmiento)
- 2006 – Heroes (Isaac Mendez)
- 2007 – Calueche: El Llamado del Mar (Simon)
- 2008 – The Argentine (Camilo Cienfuegos)
- 2008 – Merlin (TV-serie) (Lancelot)
- 2010 – Meant To Be
- 2012 – Dexter (TV-serie) (Sal Price)
- 2012 – Falcón (TV-serie)
- 2014 – The Musketeers (TV-serie) (Aramis)
- 2017 – Big Little Lies (TV-serie)